# Ica Maxi Arena, Visby
Ica Maxi Arena är en inomhusarena i Visby, Sverige. Arenan tar 2 200 åskådare varav totalt 1 500 sittplatser på båda långsidorna under idrottsevenemang och är den största inomhushallen på Gotland. Den är hemmaarena för innebandylagen Visby IBK och Endre IF samt basketlaget Visby Ladies. Byggnationen av arenan inleddes i april 2014 och arenan invigdes den 26 september 2015. Arenan innehåller en restaurang som drivs av Joda Bar & Kök. Arenan har även en jumbotron med skärm på varje sida. Arenan var värdarena för Internationella öspelen 2017. Arenans namn anspelar på Ica Maxi Stormarknad som är Icas största butiker.